# Musée ethnographique
Cet article court présente un sujet plus développé dans : Musée et Ethnographie.
Un musée ethnographique est un musée qui regroupe des artefacts qui retracent « l'histoire des mœurs et des coutumes des peuples de tous les âges[réf. souhaitée] ».